# Philibert Rozet
Pour les articles homonymes, voir Rozet.
Louis Philibert Rozet, né à Paris en 1785 et décédé à Montmartre (actuel 18e arrondissement de Paris) le 11 avril 1853,, est un auteur dramatique du XIXe siècle.

## Biographie
Ses pièces ont été représentées sur les plus grandes scènes parisiennes du XIXe siècle : Théâtre de la Porte Saint-Martin, Théâtre des Variétés, Théâtre du Palais-Royal, Théâtre du Vaudeville, etc.

## Œuvres
- Lamentine, ou les Tapouis, pièce comi-tragique en 2 actes et en vers, avec Auguste-Étienne-Xavier Poisson de La Chabeaussière, 1779
- Arlequin portier, comédie-parade en 1 acte mêlée de vaudevilles, avec Joseph Marty, 1800
- Colombine toute seule, scène-parade, mêlée de Vaudevilles, avec Marty et Étienne Morel de Chédeville, 1801
- Jacasset ou la Contrainte par corps, comédie en un acte, 1801
- Le Monde renversé, vaudeville en 1 acte, 1810
- Les Petits Caquets, prologue explicatif de La sœur de la Miséricorde, en 1 acte et en vaudevilles, avec Henri Simon, 1811
- Les Sabines de Limoges, ou l'Enlèvement singulier, vaudeville héroïque en 1 acte, avec Maurice Ourry et Henri Simon, 1811
- Cadet Roussel dans l'île des Amazones, avec Henri Simon, 1816
- Le Bateau à vapeur, comédie en 1 acte, mêlée de couplets, avec Henri Simon et Pierre Carmouche, 1816
- M. Descroquignoles, ou le Bal bourgeois, comédie-folie en 1 acte, mêlée de couplets, avec Henri Simon, 1816
- Le Docteur Quinquina, ou le Poirier ensorcelé, folie-vaudeville en 1 acte, avec Gabriel de Lurieu, 1820
- Le Pâris de Surêne ou la Clause du testament, vaudeville en 1 acte, avec de Lurieu, 1821
- Les Tailleurs de Windsor, ou l'Acteur en voyage, comédie-vaudeville en 1 acte, avec de Lurieu, 1822